# أيمن جادة
أيمن جادة (ولد 1378 هـ / 1958 م) إعلامي رياضي سوري، يُعَدُّ من روَّاد الإعلام الرياضي في سورية، ومشاهير الإعلاميين الرياضيين العرب. مذيع ومقدِّم برامج ومعلِّق رياضي وصحفي ورئيس تحرير. تولى رئاسة تحرير مجلة الصقر الرياضية القطرية، وإدارة قنوات بي إن سبورت الرياضية. اشتَهَر بتعليقه على نهائيات بعض البطولات العالمية مثل المباراة النهائية لكأس العالم 1994 وكأس العالم 1998. حصل على الجنسية القطرية.

## سيرته
ولد أيمن جادة في سورية، يوم الثلاثاء 13 المحرَّم 1378هـ الموافق 29 يوليو 1958م. بدأ عمله في هيئة الإذاعة والتلفزيون السوري، ثم عمل في تلفزيون قطر مدَّة عشر سنوات، قدَّم فيها العديد من البرامج الرياضية والمنوَّعة. ثم شارك في تأسيس قسم الرياضة في قناة الجزيرة الفضائية، وتولَّى إدارته منذ انطلاقة القناة في عام 1996 حتى 2003 حين تحوَّلت إلى الجزيرة الرياضية.
تولَّى التعليق على نهائي كأس آسيا 1992، ونهائي كأس الأمم الإفريقية لكرة القدم 1994، ونهائي أولمبياد أتلانتا 96، ونهائي كأس العالم 1994 و1998 بتكليف من اتحاد إذاعات الدول العربية، والعديد من الأحداث المحلِّية والعربية والدَّولية. أصبح مسؤولًا عن إدارة الإعلام في اللجنة المنظمة للألعاب الآسيوية في الدوحة عام 2006 في عامي 2002 و2003. كتب للعديد من الصُّحف والمجلَّات، ورأسَ تحرير مجلة الصقر القطرية.
أسهم في تأسيس قناة الجزيرة الرياضية التي تحوَّلت إلى قنوات بي إن سبورت، وتولَّى إدارة البرامج فيها منذ نشأتها، ثم أصبح مديرًا للقناة بتاريخ 25 نوفمبر (تشرين الثاني) 2004 خلَفًا لزميله طلال العطية، ثم استقال من منصبه وخلَفَه ناصر الخليفي. واستمرَّ يعمل في القنوات مقدِّمًا للبرامج الرياضية، وللمناسبات والأحداث الرياضية، ومحلِّلًا كرويًّا ،ولا سيَّما لمباريات دوري أبطال أوربا، والدوري الإنجليزي الممتاز، وبعض البطولات الكُبرى.

## مؤلفاته
- أصدر كتابًا بعنوان "موسوعة كأس العالم".

## وصلات خارجية
- موقع قناة الجزيرة الرياضية على الإنترنت
- موقع تلفزيون قطر